# HC Scoop
Hockey Club Scoop is een hockeyclub uit het Zuid-Limburgse Sittard-Geleen. De club is ontstaan vanuit een fusie tussen HC Geleen en HC Sittard vanaf het seizoen 1998. Met de fusie wordt de formele oprichtingsdatum 5 november 1945, de datum van de oudste vereniging HC Geleen. De club telt ongeveer 800 leden.
Het Logo van de vereniging representeert de gemeentegrenzen van de voormalige gemeenten Geleen en Sittard.
De international Maartje Paumen is afkomstig van HC Scoop en gestart bij HC Geleen. Maartje Paumen speelde tot en met 2017 bij Hockeyclub 's-Hertogenbosch en de Nederlandse nationale hockeyploeg. Naast Maartje Paumen kent het hockey in de Westelijke Mijnstreek via HC Geleen ook de internationals Marc Delissen en Robbert Delissen, waarbij Marc Delissen, evenals Maartje Paumen, Olympisch, Wereld- en Europees kampioen werd.
De club telt 3 velden waarvan 1 waterveld, 1 semi en 1 zandveld.